# Барон Моран

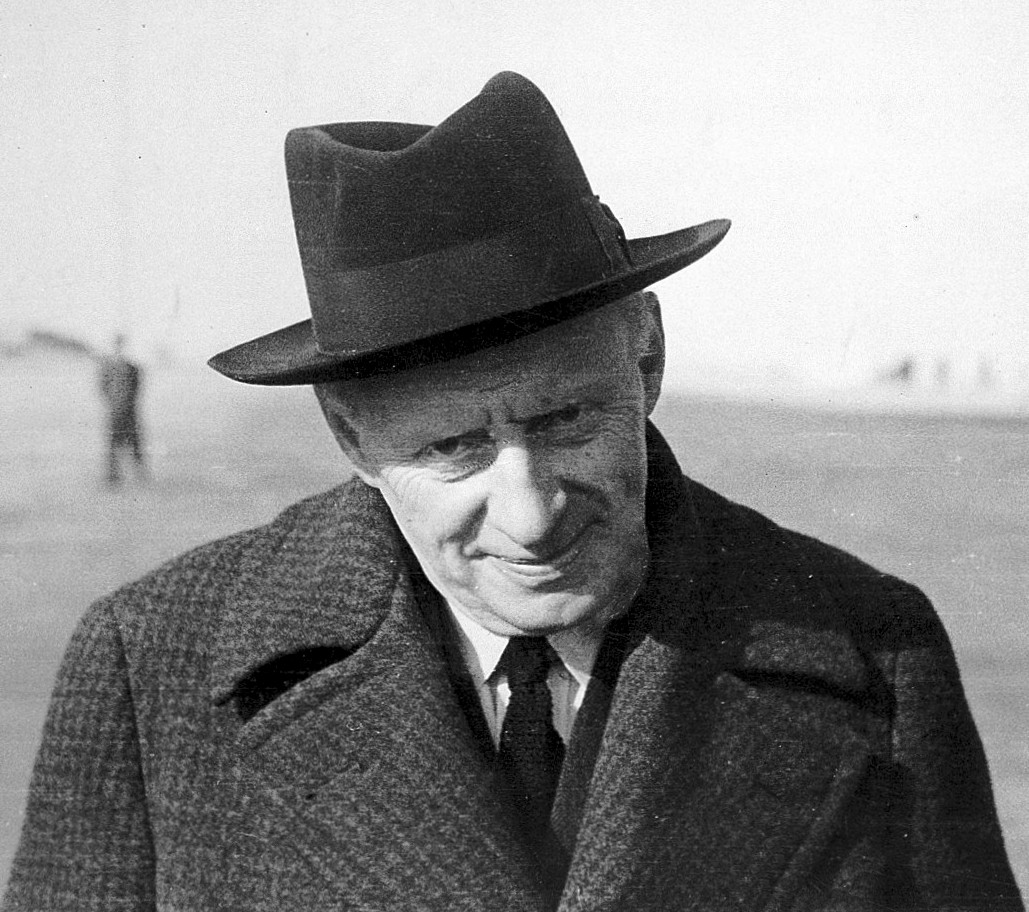
Чарльз Макморан Уилсон в 1943 году

Барон Моран из Мантона в графстве Уилтшир — наследственный титул в системе Пэрства Соединённого королевства. Он был создан 8 марта 1943 года для врача Чарльза Уилсона (1882—1977). Он был личным врачом премьер-министра Великобритании Уинстона Черчилля во время Второй мировой войны и президентом Королевской коллегии врачей (1941—1949). Его дневник, описывающий Уинстона Черчилля в военное время, был опубликован в 1966 году. Его преемником в 1977 году стал его старший сын, дипломат Ричард Джон Макморан Уилсон, 2-й барон Моран (1924—2014), Он служил послом Великобритании в Венгрии (1973—1976), Португалии (1976—1981) и Канаде (1981—1984). Лорд Моран был одним из девяноста избранных наследственных пэров, которые остались в Палате лордов после принятия в 1999 году Акта Палаты лордов, он являлся независимым депутатом.
По состоянию на 2024 год носителем титула являлся его сын, Джеймс Макморан Уилсон, 3-й барон Моран (род. 1952), который сменил своего отца в 2014 году.

## Бароны Моран (1943)
- 1943—1977: Чарльз Макморан Уилсон, 1-й барон Моран (10 ноября 1882 — 12 апреля 1977), младший сын Джона Форсайта Уилсона (1850—1931)[1];
- 1977—2014: (Ричард) Джон Макморан Уилсон, 2-й барон Моран (22 сентября 1924 — 14 февраля 2014), старший сын предыдущего[2];
- 2014 — настоящее время: Джеймс Макморан Уилсон, 3-й барон Моран (род. 6 августа 1952), старший сын предыдущего[3];
  - Наследник титула: достопочтенный Дэвид Эндрю Макморан Уилсон, (род. 6 ноября 1990), старший сын предыдущего[4].